# NGC 6896
NGC 6896 est paire d'étoiles située dans la constellation du Cygne,. L'astronome prussien Heinrich Louis d'Arrest a enregistré la position de ce groupe en 1886.